# Richard Willstätter
Richard Martin Willstätter (Karlsruhe, Imperi Alemany, 13 d'agost de 1872 - Locarno, Suïssa, 3 d'agost de 1942) fou un químic i professor universitari alemany guardonat amb el Premi Nobel de Química l'any 1915.

## Biografia
Va néixer el 1872 a la ciutat de Karlsruhe, avui dia situada a l'estat de Baden-Württemberg. Va estudiar química a la Universitat de Múnic, en la qual va obtenir el seu doctorat l'any 1894 pel seu treball sobre l'estructura química de la cocaïna. Va exercir com a professor ajudant de química orgànica en aquesta universitat entre 1902 i 1905, treballant sota la direcció d'Adolf von Baeyer. Posteriorment fou nomenat professor titular de les universitats de Zúric, Berlín, i finalment de Múnic en substitució d'Adolf von Baeyer com a professor titular.
Willstätter va morir a la ciutat suïssa de Locarno a causa d'un atac de cor.

## Recerca científica
En la seva estada a la Universitat de Múnic, al costat d'Adolf von Baeyer, investigà l'estructura dels alcaloides, arribant a sintetitzar diversos d'ells. Entre 1905 i 1912, durant la seva estada a Zúric, inicià la seva recerca sobre la clorofil·la, descobrint la seva estructura així com la seva similitud amb l'hemoglobina de la sang. Entre 1912 i 1915, durant la seva estada a Berlín, les seves investigacions van revelar l'estructura de molts pigments de flors i plantes.
Entre 1912 i 1916 fou el director de l'Institut Kaiser Wilhel a Berlín, però durant la Primera Guerra Mundial hagué d'interrompre les seves investigacions, i juntament amb Fritz Haber va dedicar la seva atenció al desenvolupament de la màscara antigàs.
L'any 1915 va ser guardonat amb el Premi Nobel de Química “per les seves investigacions en el camp dels colorants vegetals, especialment la clorofil·la”.
Durant la dècada del 1920 va investigar els mecanismes de les reaccions de les enzims, arribant a la conclusió que aquests són substàncies químiques i no organismes biològics, considerant els enzims com a no-proteïnes, teoria sostinguda fins al 1930. El 1924 va dimitir del seu càrrec a la universitat en protesta per les pressions antisemítiques i defensant les seves arrels jueves. Continuà, però, els seus treballs de forma privada, primer a Múnic, i a partir de 1939 al seu exili de Suïssa.